# هاري بولارد (رياضياتي)
هاري بولارد (بالإنجليزية: Harry Pollard)‏ هو رياضياتي أمريكي، ولد في 1919 في بوسطن في الولايات المتحدة، وتوفي في 20 نوفمبر 1985.